# Carcharhinus hemiodon
El tiburón de Pondicherry (Carcharhinus hemiodon) es una especie de elasmobranquio carcarriniforme de la familia Carcharhinidae .

## Morfología
Los machos pueden alcanzar los  200 cm de longitud total.

## Distribución geográfica
Se encuentra desde el Golfo de Omán hasta la India y Nueva  Guinea.